# Kongsvinger Idrettslag Toppfotball 2018
Questa voce raccoglie le informazioni riguardanti il Kongsvinger Idrettslag Toppfotball nelle competizioni ufficiali della stagione 2018.

## Stagione
A seguito del 10º posto arrivato nel campionato 2017, nella stagione 2018 il Kongsvinger avrebbe partecipato alla 1. divisjon ed al Norgesmesterskapet. Il 20 dicembre 2017 sono stati compilati i calendari per la 1. divisjon: alla 1ª giornata, il Kongsvinger avrebbe ospitato il Viking, al Gjemselund Stadion.
La fase pre-stagionale è stata funestata in data 16 marzo 2018 dalla dipartita improvvisa del ventenne calciatore Adrian Lillebekk Ovlien, morto a causa di un'infezione acuta, per cui era stato ricoverato in ospedale. Espen Nystuen, dirigente del club, ha definito questo come «il giorno più triste della storia del Kongsvinger». La federazione ha organizzato una commemorazione per il calciatore in occasione della sfida amichevole tra Norvegia e Australia, prevista per il successivo 23 marzo.
Il 30 aprile, l'allenatore Hans Erik Eriksen è stato sollevato dall'incarico. In attesa di una nuova guida tecnica, Kazimierz Sokołowski ha temporaneamente preso le redini della squadra. L'11 giugno, Mark Dempsey è stato presentato come nuovo allenatore, con l'inglese che avrebbe iniziato a lavorare con la squadra a partire dal 12 luglio.
L'avventura nel Norgesmesterskapet è terminata al terzo turno, con l'eliminazione subita per mano dell'Ullensaker/Kisa; precedentemente, il Kongsvinger aveva eliminato Oppsal e Raufoss.

## Rosa
| N. |                     | Ruolo | Calciatore            |
| -- | ------------------- | ----- | --------------------- |
| 1  | Norvegia (bandiera) | P     | Idar Lysgård          |
| 2  | Norvegia (bandiera) | D     | Fredrik Pålerud       |
| 3  | Norvegia (bandiera) | D     | Edvard Skagestad      |
| 5  | Norvegia (bandiera) | D     | Christian Røer        |
| 6  | Svezia (bandiera)   | C     | Johan Peter Wennberg  |
| 7  | Norvegia (bandiera) | A     | Niklas Castro         |
| 8  | Norvegia (bandiera) | C     | Nicolai Fremstad      |
| 9  | Norvegia (bandiera) | A     | Adem Güven            |
| 11 | Norvegia (bandiera) | C     | Olav Øby              |
| 12 | Norvegia (bandiera) | C     | Martin Tangen Vinjor  |
| 13 | Norvegia (bandiera) | C     | Markus Myre Aanesland |
| 14 | Norvegia (bandiera) | D     | Markus Skjellum       |
| 15 | Brasile (bandiera)  | C     | Marlinho              |
| 16 | Norvegia (bandiera) | C     | Harald Holter         |

| N. |                          | Ruolo | Calciatore          |
| -- | ------------------------ | ----- | ------------------- |
| 17 | Norvegia (bandiera)      | C     | Jørgen Kolstad      |
| 18 | Norvegia (bandiera)      | C     | Iman Mafi           |
| 19 | Norvegia (bandiera)      | D     | Martin Lundal       |
| 20 | Norvegia (bandiera)      | C     | Even Bydal          |
| 22 | Norvegia (bandiera)      | A     | Ludvig Langbrekken  |
| 23 | Norvegia (bandiera)      | C     | Fredrik Sjølstad    |
| 24 | Norvegia (bandiera)      | D     | Ridouan Essaeh      |
| 25 | Canada (bandiera)        | P     | Simon Thomas        |
| 26 | Nigeria (bandiera)       | A     | Shuaibu Ibrahim     |
| 27 | Germania (bandiera)      | P     | Tobias Trautner     |
| 93 | Russia (bandiera)        | P     | Aleksej Gorodovoj   |
| –– | Kenya (bandiera)         | P     | Arnold Origi Otieno |
| –– | Corea del Sud (bandiera) | C     | Dongwan Gang        |
| –– | Brasile (bandiera)       | A     | Lucas Morais        |

## Calciomercato

### Sessione invernale(dal 12/01 al 04/04)
| Arrivi | Arrivi                | Arrivi       | Arrivi     |
| R.     | Nome                  | da           | Modalità   |
| ------ | --------------------- | ------------ | ---------- |
| P      | Idar Lysgård          | Skeid        | definitivo |
| P      | Simon Thomas          | Bodø/Glimt   | definitivo |
| P      | Tobias Trautner       |              | svincolato |
| D      | Ridouan Essaeh        | Skeid        | definitivo |
| D      | Martin Lundal         | Nardo        | definitivo |
| D      | Edvard Skagestad      | Fredrikstad  | definitivo |
| C      | Even Bydal            | Asker        | definitivo |
| C      | Nicolai Fremstad      | Raufoss      | definitivo |
| C      | Jørgen Kolstad        | Lillestrøm   | definitivo |
| C      | Iman Mafi             | Vindbjart    | definitivo |
| C      | Marlinho              | Aalesund     | definitivo |
| C      | Markus Myre Aanesland | Stabæk       | definitivo |
| C      | Olav Øby              | Sarpsborg 08 | definitivo |
| A      | Shuaibu Ibrahim       | Haugesund    | prestito   |

| Partenze         | Partenze                  | Partenze    | Partenze      |
| R.               | Nome                      | a           | Modalità      |
| ---------------- | ------------------------- | ----------- | ------------- |
| P                | Simen Lillevik Kjellevold | Stabæk      | fine prestito |
| D                | Dylan Murnane             |             | svincolato    |
| D                | Kirill Suslov             |             | svincolato    |
| C                | Edvard Linnebo Race       | Stabæk      | fine prestito |
| C                | Ørjan Røyrane             |             | svincolato    |
| A                | Pär Ericsson              | Karlstad BK | definitivo    |
| A                | Mats Moldskred            | Os          | definitivo    |
| A                | Mame Niang                |             | svincolato    |
| Altre operazioni |                           |             |               |
| R.               | Nome                      | da          | Modalità      |
| C                | Jørgen Kolstad            | Lillestrøm  | fine prestito |

### Tra le due sessioni
| Arrivi | Arrivi | Arrivi | Arrivi   |
| R.     | Nome   | da     | Modalità |
| ------ | ------ | ------ | -------- |

| Partenze | Partenze       | Partenze | Partenze   |
| R.       | Nome           | a        | Modalità   |
| -------- | -------------- | -------- | ---------- |
| C        | Jørgen Kolstad |          | svincolato |

### Sessione estiva(dal 19/07 al 15/08)
| Arrivi | Arrivi       | Arrivi           | Arrivi     |
| R.     | Nome         | da               | Modalità   |
| ------ | ------------ | ---------------- | ---------- |
| C      | Dongwan Gang |                  | svincolato |
| A      | Lucas Morais | Tigres do Brasil | definitivo |

| Partenze | Partenze             | Partenze | Partenze   |
| R.       | Nome                 | a        | Modalità   |
| -------- | -------------------- | -------- | ---------- |
| P        | Idar Lysgård         | Skeid    | prestito   |
| P        | Simon Thomas         | Strømmen | definitivo |
| C        | Martin Tangen Vinjor | Asker    | prestito   |
| A        | Ludvig Langbrekken   | Asker    | prestito   |

### Dopo la sessione estiva
| Arrivi | Arrivi              | Arrivi | Arrivi     |
| R.     | Nome                | da     | Modalità   |
| ------ | ------------------- | ------ | ---------- |
| P      | Arnold Origi Otieno |        | svincolato |

| Partenze | Partenze | Partenze | Partenze |
| R.       | Nome     | a        | Modalità |
| -------- | -------- | -------- | -------- |

## Risultati

### 1. divisjon

#### Girone di andata
| Arbitro: | Jonsson Trædal (Oslo) |

|  |           |                        |
|  | Marcatori | 6’ Høiland 50’ Vevatne |

| Arbitro: | Amland (Bergen) |

|             |           |  |
| P. Aase 86’ | Marcatori |  |

| Arbitro: | Moen (Oslo) |

|                       |           |  |
| Castro 9’ (rig.), 24’ | Marcatori |  |

| Arbitro: | Hansen (Oslo) |

|                                              |           |             |
| Soltvedt 17’ Schulze 36’ Fredriksen 41’, 62’ | Marcatori | 13’ Kolstad |

| Arbitro: | Følstad Skarsem (Trondheim) |

|           |           |                                           |
| Güven 64’ | Marcatori | 20’ Þrándarson 60’ Friðjónsson 71’ O. Lie |

| Arbitro: | Hansen Grøtta |

|                                 |           |                           |
| Løvland 62’, 65’ V. Lysvoll 68’ | Marcatori | 43’, 59’ Ibrahim 74’ Røer |

| Arbitro: | Higraff |

|  |           |              |
|  | Marcatori | 35’ Diomande |

| Arbitro: | Hauge (Bergen) |

|                                   |           |                 |
| Brotangen 27’ (aut.) Marlinho 77’ | Marcatori | 81’ Vaagan Moen |

### Norgesmesterskapet
| Arbitro: | Hussain |

|  |           |                                       |
|  | Marcatori | 15’ Lundal 42’, 57’ Güven 63’ Ibrahim |

| Arbitro: | Haugen (Rælingen) |

|                                      |           |                           |
| Güven 2’ Ibrahim 55’ Castro 77’, 90’ | Marcatori | 4’ Nilsen 10’ Henningsson |

| Arbitro: | Kjensli (Oslo) |

|                                      |           |                               |
| Jørstad 7’ Solberg 32’ Kitolano 109’ | Marcatori | 13’ Bydal 44’ (aut.) Kurtovic |

## Statistiche

### Statistiche di squadra
| Competizione       | Punti | In casa | In casa | In casa | In casa | In casa | In casa | In trasferta | In trasferta | In trasferta | In trasferta | In trasferta | In trasferta | Totale | Totale | Totale | Totale | Totale | Totale | DR |
| Competizione       | Punti | G       | V       | N       | P       | Gf      | Gs      | G            | V            | N            | P            | Gf           | Gs           | G      | V      | N      | P      | Gf     | Gs     | DR |
| ------------------ | ----- | ------- | ------- | ------- | ------- | ------- | ------- | ------------ | ------------ | ------------ | ------------ | ------------ | ------------ | ------ | ------ | ------ | ------ | ------ | ------ | -- |
| 1. divisjon        | 0     | 0       | 0       | 0       | 0       | 0       | 0       | 0            | 0            | 0            | 0            | 0            | 0            | 0      | 0      | 0      | 0      | 0      | 0      | 0  |
| Norgesmesterskapet | -     | 0       | 0       | 0       | 0       | 0       | 0       | 0            | 0            | 0            | 0            | 0            | 0            | 0      | 0      | 0      | 0      | 0      | 0      | 0  |
| Totale             | -     | 0       | 0       | 0       | 0       | 0       | 0       | 0            | 0            | 0            | 0            | 0            | 0            | 0      | 0      | 0      | 0      | 0      | 0      | 0  |

### Andamento in campionato
| Giornata  | 1 | 2 | 3 | 4 | 5 | 6 | 7 | 8 | 9 | 10 | 11 | 12 | 13 | 14 | 15 | 16 | 17 | 18 | 19 | 20 | 21 | 22 | 23 | 24 | 25 | 26 | 27 | 28 | 29 | 30 |
| --------- | - | - | - | - | - | - | - | - | - | -- | -- | -- | -- | -- | -- | -- | -- | -- | -- | -- | -- | -- | -- | -- | -- | -- | -- | -- | -- | -- |
| Luogo     | C | T | C | T | C | T | C | C | T | C  | T  | C  | T  | C  | T  | C  | T  | C  | T  | C  | T  | C  | T  | C  | T  | C  | T  | T  | C  | T  |
| Risultato | P | P |   |   |   |   |   |   |   |    |    |    |    |    |    |    |    |    |    |    |    |    |    |    |    |    |    |    |    |    |
| Posizione |   |   |   |   |   |   |   |   |   |    |    |    |    |    |    |    |    |    |    |    |    |    |    |    |    |    |    |    |    |    |

Fonte:  OBOS-ligaen 2018, su altomfotball.no, Altomfotball.
Legenda:

Luogo: C = Casa; T = Trasferta. Risultato: V = Vittoria; N = Pareggio; P = Sconfitta.

### Statistiche dei giocatori
| Giocatore         | 1. divisjon | 1. divisjon | 1. divisjon | 1. divisjon | Norgesmesterskapet | Norgesmesterskapet | Norgesmesterskapet | Norgesmesterskapet | Coppe europee | Coppe europee | Coppe europee | Coppe europee | Altre coppe | Altre coppe | Altre coppe | Altre coppe | Totale   | Totale | Totale      | Totale     |
| Giocatore         | Presenze    | Reti        | Ammonizioni | Espulsioni  | Presenze           | Reti               | Ammonizioni        | Espulsioni         | Presenze      | Reti          | Ammonizioni   | Espulsioni    | Presenze    | Reti        | Ammonizioni | Espulsioni  | Presenze | Reti   | Ammonizioni | Espulsioni |
| ----------------- | ----------- | ----------- | ----------- | ----------- | ------------------ | ------------------ | ------------------ | ------------------ | ------------- | ------------- | ------------- | ------------- | ----------- | ----------- | ----------- | ----------- | -------- | ------ | ----------- | ---------- |
| E. Bydal          | 0           | 0           | 0           | 0           | 0                  | 0                  | 0                  | 0                  |               |               |               |               |             |             |             |             | 0        | 0      | 0           | 0          |
| N. Castro         | 0           | 0           | 0           | 0           | 0                  | 0                  | 0                  | 0                  |               |               |               |               |             |             |             |             | 0        | 0      | 0           | 0          |
| R. Essaeh         | 0           | 0           | 0           | 0           | 0                  | 0                  | 0                  | 0                  |               |               |               |               |             |             |             |             | 0        | 0      | 0           | 0          |
| N. Fremstad       | 0           | 0           | 0           | 0           | 0                  | 0                  | 0                  | 0                  |               |               |               |               |             |             |             |             | 0        | 0      | 0           | 0          |
| D. Gang           | 0           | 0           | 0           | 0           | -                  | -                  | -                  | -                  |               |               |               |               |             |             |             |             | 0        | 0      | 0           | 0          |
| A. Gorodovoj      | 0           | -0          | 0           | 0           | 0                  | -0                 | 0                  | 0                  |               |               |               |               |             |             |             |             | 0        | 0      | 0           | 0          |
| A. Güven          | 0           | 0           | 0           | 0           | 0                  | 0                  | 0                  | 0                  |               |               |               |               |             |             |             |             | 0        | 0      | 0           | 0          |
| H. Holter         | 0           | 0           | 0           | 0           | 0                  | 0                  | 0                  | 0                  |               |               |               |               |             |             |             |             | 0        | 0      | 0           | 0          |
| S. Ibrahim        | 0           | 0           | 0           | 0           | 0                  | 0                  | 0                  | 0                  |               |               |               |               |             |             |             |             | 0        | 0      | 0           | 0          |
| J. Kolstad        | 0           | 0           | 0           | 0           | 0                  | 0                  | 0                  | 0                  |               |               |               |               |             |             |             |             | 0        | 0      | 0           | 0          |
| L. Langbrekken    | 0           | 0           | 0           | 0           | 0                  | 0                  | 0                  | 0                  |               |               |               |               |             |             |             |             | 0        | 0      | 0           | 0          |
| M. Lundal         | 0           | 0           | 0           | 0           | 0                  | 0                  | 0                  | 0                  |               |               |               |               |             |             |             |             | 0        | 0      | 0           | 0          |
| I. Lysgård        | 0           | -0          | 0           | 0           | 0                  | -0                 | 0                  | 0                  |               |               |               |               |             |             |             |             | 0        | 0      | 0           | 0          |
| I. Mafi           | 0           | 0           | 0           | 0           | 0                  | 0                  | 0                  | 0                  |               |               |               |               |             |             |             |             | 0        | 0      | 0           | 0          |
| Marlinho          | 0           | 0           | 0           | 0           | 0                  | 0                  | 0                  | 0                  |               |               |               |               |             |             |             |             | 0        | 0      | 0           | 0          |
| L. Morais         | 0           | 0           | 0           | 0           | -                  | -                  | -                  | -                  |               |               |               |               |             |             |             |             | 0        | 0      | 0           | 0          |
| M. Myre Aanesland | 0           | 0           | 0           | 0           | 0                  | 0                  | 0                  | 0                  |               |               |               |               |             |             |             |             | 0        | 0      | 0           | 0          |
| O. Øby            | 0           | 0           | 0           | 0           | 0                  | 0                  | 0                  | 0                  |               |               |               |               |             |             |             |             | 0        | 0      | 0           | 0          |
| A. Origi Otieno   | 0           | -0          | 0           | 0           | -                  | -                  | -                  | -                  |               |               |               |               |             |             |             |             | 0        | 0      | 0           | 0          |
| F. Pålerud        | 0           | 0           | 0           | 0           | 0                  | 0                  | 0                  | 0                  |               |               |               |               |             |             |             |             | 0        | 0      | 0           | 0          |
| C. Røer           | 0           | 0           | 0           | 0           | 0                  | 0                  | 0                  | 0                  |               |               |               |               |             |             |             |             | 0        | 0      | 0           | 0          |
| F. Sjølstad       | 0           | 0           | 0           | 0           | 0                  | 0                  | 0                  | 0                  |               |               |               |               |             |             |             |             | 0        | 0      | 0           | 0          |
| E. Skagestad      | 0           | 0           | 0           | 0           | 0                  | 0                  | 0                  | 0                  |               |               |               |               |             |             |             |             | 0        | 0      | 0           | 0          |
| M. Skjellum       | 0           | 0           | 0           | 0           | 0                  | 0                  | 0                  | 0                  |               |               |               |               |             |             |             |             | 0        | 0      | 0           | 0          |
| M. Tangen Vinjor  | 0           | 0           | 0           | 0           | 0                  | 0                  | 0                  | 0                  |               |               |               |               |             |             |             |             | 0        | 0      | 0           | 0          |
| S. Thomas         | 0           | -0          | 0           | 0           | 0                  | -0                 | 0                  | 0                  |               |               |               |               |             |             |             |             | 0        | 0      | 0           | 0          |
| T. Trautner       | 0           | -0          | 0           | 0           | 0                  | -0                 | 0                  | 0                  |               |               |               |               |             |             |             |             | 0        | 0      | 0           | 0          |
| J. Wennberg       | 0           | 0           | 0           | 0           | 0                  | 0                  | 0                  | 0                  |               |               |               |               |             |             |             |             | 0        | 0      | 0           | 0          |